# Brachymenium debilinerve
Brachymenium debilinerve är en bladmossart som beskrevs av Bruce H. Allen 1998. Brachymenium debilinerve ingår i släktet Brachymenium och familjen Bryaceae. Inga underarter finns listade i Catalogue of Life.